# Paratropus opacipygus
Paratropus opacipygus är en skalbaggsart som beskrevs av Vienna 1985. Paratropus opacipygus ingår i släktet Paratropus och familjen stumpbaggar. Inga underarter finns listade i Catalogue of Life.